# Ko Takamoro
Ko Takamoro (高師 康, Takamoro Ko, né le 9 novembre 1907 à Préfecture de Saitama au Japon) et mort le 26 mars 1995 à Saitama, est un footballeur japonais.